# NGC 1152
NGC 1152 è una  galassia lenticolare situata nella costellazione dell'Eridano, a una distanza di circa 243 milioni di anni luce dalla nostra Via Lattea.

## Scoperta
La galassia è stata scoperta il 10 novembre 1885 dall'astronomo statunitense Lewis Swift.

## Descrizione
Le recenti immagini ottenute nel corso dell'indagine SDSS mostrano chiaramente la presenza di un anello (R) esterno attorno alla galassia.